# 제55회 베네치아 국제 영화제
제55회 베네치아 국제 영화제는 1998년 9월 3일에 열린 시상식이다. 이탈리아 베니스 호텔 데스 베인스(Hotel Des Bains)에서 개최되었다.

## 수상 및 후보

### 황금사자상
- 우리가 웃는 법 - 지아니 아멜리오 수상

### 은사자상-감독상
- 검은 고양이 흰 고양이 - 에미르 쿠스투리차 수상

### 볼피컵 여우주연상
- 방돔 광장 - 까뜨린느 드뇌브 수상

### 볼피컵 남우주연상
- 헐리벌리 - 숀 펜 수상

### 심사위원 특별상
- 종착역 - 뤼시앙 핀틸리 수상

### 특별공로상
- 불워스 - 워런 비티 수상

### 엘비라 노타리 상 - 특별 언급
- 뉴 로즈 호텔 - 아벨 페라라 수상